# Hibatullah Akhundzada
Hibatullah Akhundzada (pashtu: هبت الله اخونزاده; Nakhuni, 19 ottobre 1967) è un politico e militare afghano, guida suprema dei talebani dal 25 maggio 2016 ed emiro dell’Afghanistan dal 7 settembre 2021.
Posto al comando del gruppo dei talebani nel maggio 2016 in seguito all'uccisione della precedente guida suprema Akhtar Mansour, avvenuto in un attacco aereo statunitense con un bombardamento da parte di droni. I talebani hanno anche conferito ad Akhundzada il titolo di Emir-al-Momineen (Comandante dei Fedeli).

## Carriera politica

### Capo dei talebani
Akhundzada è stato nominato comandante supremo dei talebani il 25 maggio 2016 in sostituzione del mullà Akhtar Mansour. Mansour e un secondo militante sono stati uccisi quando le munizioni sparate da un drone hanno colpito il veicolo su cui viaggiavano. L'attacco è stato approvato dal presidente degli Stati Uniti Barack Obama. Akhundzada era precedentemente un vice di Mansour. Secondo fonti talebane, Mansour aveva già nominato Akhundzada come suo successore nel suo testamento.
Un portavoce dei talebani ha dichiarato che Sirajuddin Haqqani è stato nominato primo vice e il mullà Mohammad Yaqoob, figlio dell'ex guida suprema talebana mullà Omar, è stato nominato secondo vice. Mawlawi Akhundzada dirige un certo numero di madrasse, o scuole religiose, nella provincia sudoccidentale del Belucistan pachistano.
Gli analisti ritengono che ci fossero differenze tra le file dei talebani su chi dovesse essere nominato il nuovo capo. I nomi suggeriti erano il mullà Yaqoob e Sirajuddin Haqqani, quest'ultimo essendo il membro più importante legato alla rete Haqqani. Akhundzada, tuttavia, ha mantenuto un'identità neutrale tra la base talebana. Per evitare conflitti sulla scelta di Akhundzada come capo, i talebani hanno concordato che Yaqoob e Sirajuddin Haqqani lavoreranno entrambi come suoi vice.
I mullà Abdul Razaq Akhund e Abdul Sata Akhund hanno promesso il loro sostegno all'emiro Akhundzada nel dicembre 2016.
Yousef Ahmadi, uno dei principali portavoce dei talebani, ha dichiarato il 20 luglio 2017 che il figlio di Akhundzada, Abdur Rahman, è stato ucciso durante un attacco suicida contro una base militare afgana a Gereshk, nella provincia di Helmand. Un funzionario del governo afghano ha detto che stavano indagando sull'incidente ma non ha potuto confermare se Rahman sia stato ucciso.
Nel maggio 2021, Akhundzada ha invitato il popolo afghano per il ritiro delle forze statunitensi e per lo sviluppo di uno stato islamico. Nell'agosto 2021, le forze sotto il comando nominale di Akhundzada iniziarono un'offensiva generale cercando di ottenere una vittoria finale nella guerra. Dopo il ritiro delle forze statunitensi, i talebani hanno ottenuto de facto il controllo di Kabul, la capitale.

## Tentati omicidi

### 2012
Secondo il mullà Ibrahim, uno studente di Akhundzada intervistato dal New York Times, Akhundzada è stato oggetto di un tentato omicidio a Quetta di cui i talebani hanno incolpato la Direzione nazionale della sicurezza, l'agenzia di intelligence afghana. "'Un giorno, durante una delle sue lezioni a Quetta, circa quattro anni fa, un uomo si fermò tra gli studenti e puntò una pistola contro Mawlawi Akhundzada da una distanza ravvicinata, ma la pistola si inceppò', ha ricordato il mullah Ibrahim. 'Stava cercando di sparargli, ma ha fallito, e i talebani si sono precipitati ad affrontare l'uomo, ha detto, aggiungendo che Mawlawi Akhundzada non si è mosso nel caos”. Poiché il tentativo di omicidio segnalato si è verificato a Quetta, contraddice i rapporti secondo cui Akhundzada non ha viaggiato al di fuori dell'Afghanistan dopo il settembre 2001.

### 2019
Durante la preghiera del venerdì del 16 agosto 2019, una potente esplosione ha squarciato una grande moschea nel Belucistan, provincia del Pakistan. L'attacco alla moschea ha ucciso il fratello di Akhundzada, Hafiz Ahmadullah e il padre di Akhundzada. Ahmadullah succedette ad Akhundzada come imam della moschea Khair Ul Madarais, che era stata il principale luogo di incontro della Quetta Shura, dopo che Akhundzada era stato nominato emiro talebano. In seguito fu confermato che anche altri parenti di Akhundzada erano morti nell'esplosione. L'Alto Consiglio dell'Emirato Islamico dell'Afghanistan ha rivendicato la responsabilità dell'attacco, aggiungendo che l'obiettivo principale era Akhundzada.